# Avogadro (software)
Avogadro (software) é um editor molecular projetado para utilização multiplataforma em Química computacional, Modelagem molecular, Bioinformática, Ciência dos materiais e áreas afins. É extensível através de uma arquitetura de plugins.

## Recursos

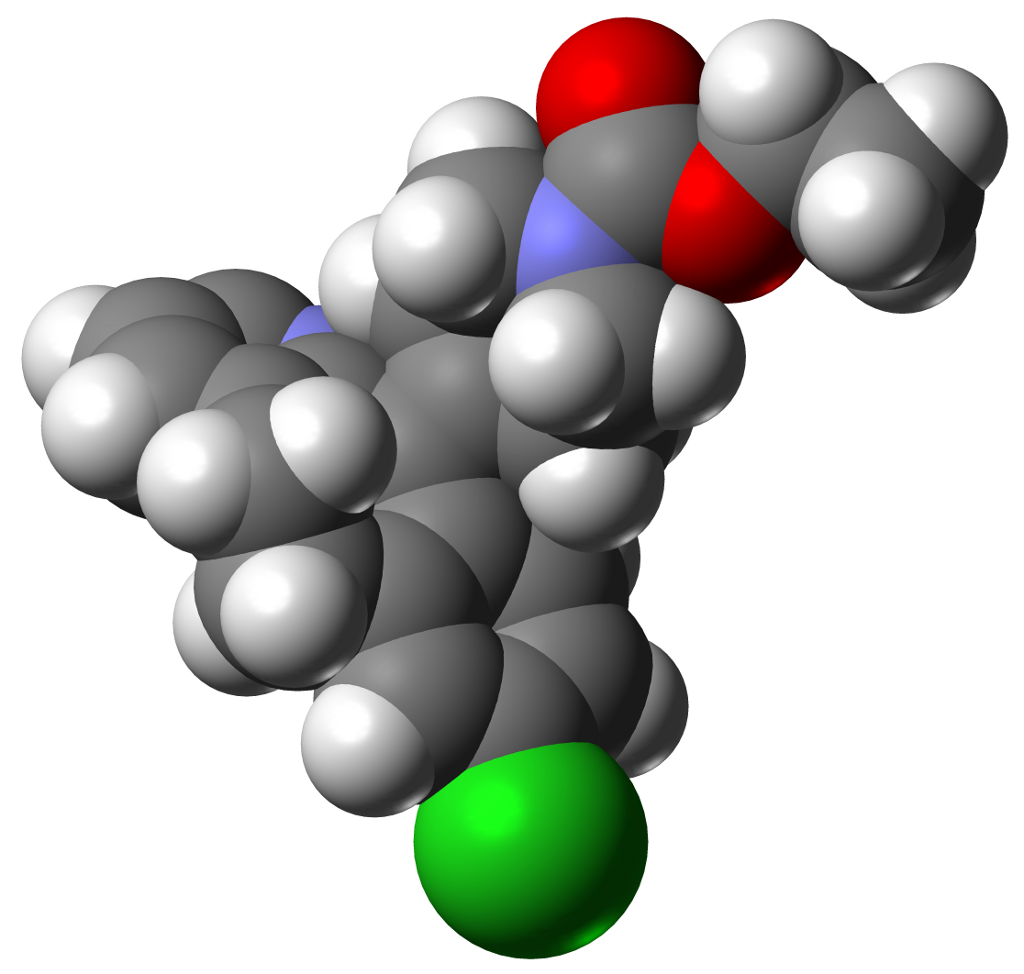
Modelo de preenchimento de espaço da Loratadina criado usando-se o Avogadro.

- Construtor/editor molecular para Windows, Linux e Mac OS X.
- Todo o código fonte está disponível sob a GNU GPL.
- Traduções em Chinês, Francês, Alemão, Italiano, Russo e Espanhol/Castelhano.
- Suporta encadeamento de execução Renderização e computação.
- Possui uma arquitetura de Plugins para desenvolvedores, incluindo renderização, ferramentas interativas, comandos e scripts em Python.
- Importação de arquivos OpenBabel, geração de entrada para múltiplos pacotes de química computacional, Cristalografia de raios X e biomoléculas.